# Nicolas le Petit
Nicolas le Petit (Mikołaj Mały en polonais) est un prince polonais de la dynastie Piast né vers 1322/1327  et mort le 23 avril 1358. Il règne sur le duché de Ziębice (Münsterberg en allemand) de 1341 à 1358. 

## Biographie
Nicolas dit « le Petit » est le fils unique du duc Bolko II de Ziębice et de son épouse Bonne/Gutta de Savoie, fille (peut-être illégitime) de Louis II de Vaud. Il succède à son père en 1341 et rend la même année l'hommage lige au roi de Bohême Jean l'Aveugle et à son fils Charles, l'héritier désigné, faisant ainsi de son duché de Münsterberg ou de Ziębice un fief vassal du royaume de Bohême.
Nicolas le Petit épouse en 1343 Agnès de Lichtenburg (morte le 16 août 1370), fille d'Hermann de Lichtenburg et d'Agnès de Landstein. Le couple laisse plusieurs enfants : 
- une fille anonyme (vers 1344/1353 – 1368/1372) épouse entre 1356 et 1365 le duc Siemovit III de Mazovie ;
- Bolko III (vers 1344/1348 – 13 juin 1410) ;
- Henri Ier (vers 1346/1350 – 1370/1385) ;
- Agnès (avant 1358 – 1424/1434), abbesse du monastère Sainte-Claire de Strzelin ;
- Guta (vers 1358 – 2 septembre 1413) abbesse du monastère Sainte-Claire de Wrocław.
- Catherine (vers 1359 – vers le 18 août 1396), religieuse au monastère Sainte-Claire de Strzelin.

## Sources
- (de) Europäische Stammtafeln Vittorio Klostermann, Gmbh, Francfort-sur-le-Main, 2004  (ISBN 3465032926),  Die Herzoge von Schweidnitz und Jauer †1368 und von Münsterberg †1428 des Stammes der Piasten  Volume III Tafel 12.
- (en) & (de) Peter Truhart, Regents of Nations, K. G Saur Münich, 1984-1988  (ISBN 359810491X),  Art. « Münsterberg »  p. 2452.